# Холм (Пересудовское поселение)
 Холм— деревня в Смоленской области России, в Демидовском районе. Население — 81 житель (2007 год). Расположена в северо-восточной части области в 22 км к юго-востоку от Демидова, на восточном берегу озера Акатовское, на км автодороге Демидов — Духовщина.
Входит в состав Пересудовского сельского поселения.

## Достопримечательности
- Памятники археологии:
  - Городище днепро-двинских племён в 1 км к северу от деревни.
  - Городище днепро-двинских племён на восточной окраине деревни. Было заселено на рубеже нашей эры.
  - Селище западнее деревни. Заселялось в конце первого тысячелетия н.э.